# Mbulelo Mabizela
Mbulelo Mabizela (Pietermaritzburg, 16 de setembro de 1980) é um ex-futebolista profissional sul-africano que atuava como defensor.

## Carreira
Mbulelo Mabizela representou o elenco da Seleção Sul-Africana de Futebol no Campeonato Africano das Nações de 2002, 2004 e 2006.